# Надгробни споменик Марти Драмлији у селу Гуча
Надгробни споменик Марти Драмлији (†1835) у селу Гуча налази се на Анђелића гробљу у селу Гуча, Општина Лучани. Етнолог Јован Ердељановић у својим антропогеографским проучавањима Драгачева наводи да су Драмлије (Драмлићи) једна од најстаријих породица у овом крају.

## Опис
Омањи споменик од пешчара у форми трапезоидног крста „раменаша”. Лице споменика садржи геометријски приказ грчког крста унутар кружнице, док је на полеђини урезан текст епитафа. Осим мањих површинских оштећења и наслага лишаја, споменик је у релативно добром стању.

### Епитаф
Текст исписан ситним, неправилним словима предвуковске азбуке гласи:
1835
ЗДЬ ПОЧİВА РАБА БОЖ
МАРТА ДРАМЛİА